# Miguel Laino
Miguel Ángel Laino (Argentina, 22 de junio de 1948) es un exfutbolista argentino. Se desempeñaba como arquero y su primer club fue Atlanta.

## Carrera
Luego de tres temporadas defendiendo el arco del bohemio, pasó a Rosario Central en 1973; llegó para ser el tercer arquero, ya que la titularidad la ostentaba Carlos Biasutto y su habitual suplente era Carlos Munutti. Laino integró el plantel campeón del Nacional 1973, aunque no llegó a disputar partidos en dicho certamen. Dejó las filas canallas al finalizar 1974, habiendo atajado en cinco partidos y recibido cuatro goles.
En 1976 desembarcó en el fútbol chileno, defendiendo la valla del Club Deportivo O'Higgins, ascendiendo a primera división esa temporada. Luego jugó cuatro años en Audax Italiano, uno en Deportes Iquique, uno en Cobreloa, uno en Deportes La Serena y retornó a Cobreloa en 1985, club en el que se retiró. Actualmente se encuentra radicado en Chile, país del cual posee su nacionalidad.

## Clubes
| Club               | País      | Año       |
| ------------------ | --------- | --------- |
| Atlanta            | Argentina | 1970-1972 |
| Rosario Central    | Argentina | 1973-1975 |
| O'Higgins          | Chile     | 1976-1977 |
| Audax Italiano     | Chile     | 1978-1981 |
| Deportes Iquique   | Chile     | 1982      |
| Cobreloa           | Chile     | 1983      |
| Deportes La Serena | Chile     | 1984      |
| Cobreloa           | Chile     | 1985      |

## Palmarés
| Título           | Equipo                | País      | Año    |
| ---------------- | --------------------- | --------- | ------ |
| Primera División | C. A. Rosario Central | Argentina | N-1973 |